# Proctobunoides
Proctobunoides is een geslacht van hooiwagens uit de familie Gonyleptidae.
De wetenschappelijke naam Proctobunoides is voor het eerst geldig gepubliceerd door Mello-Leitão in 1944. 

## Soorten
Proctobunoides is monotypisch en omvat slechts de volgende soort:
- Proctobunoides tuberosus